# Багат
Багат (узб. Bogʻot / Боғот) — городской посёлок, центр Багатского района Хорезмской области Узбекистана.

## История
История Багата, по сведениям источников, насчитывает около 2000 лет. На юге Багата расположена крепость Даудкала (Каладжик), частично сохранившаяся до наших дней. Сделанные на территории Даудкалы находки датированы началом нашей эры.
Расположение крепости на Великом шёлковом пути обеспечивало ей заметную роль в экономической и общественно-политической жизни. Местное население до настоящего времени называет западную часть крепости Чуянбазар.
В конце XIX века в Багате находился базар с большим караван-сараем. В состав рыночного комплекса входили открытый четырёхугольный двор и крытые ряды, по его углам имелись величественные купола.
Поскольку эти здания были возведены из пахсы, они были непрочными и не сохранились. Вокруг базара располагались небольшие дома, в которых проживали ремесленники и мастера.
С 1970 года развитие посёлка производится согласно генеральному плану. В 2009 году Багату присвоен статус городского посёлка (ранее являлся кишлаком).

## География
Багат расположен в 30 км от областного центра — города Ургенч. На юге территория населённого пункта граничит с посёлком Бешарык.
Через Багат проходят автомагистрали Ургенч — Хазарасп и Хива — Хазарасп.

## Население
По состоянию на 2000 год, в Багате проживало 8800 человек.

## Промышленность
В Багате расположены ткацкие и швейные фабрики, хлопкоочистительный завод, комбинат хлебопродуктов и другие промышленные предприятия. Имеется машинно-тракторный парк.

## Торговля
По состоянию на 2000 год, в Багате действовали рыночный комплекс «Навруз», включающий открытый и крытый базары, а также чайхану «Хумо».

## Инфраструктура
По состоянию на 2000 год, в Багате функционировали дворец культуры, дом молодёжи, дом творчества детей и подростков, 6 дошкольных учреждений, 3 общеобразовательные школы, музыкальная школа, центр образования взрослых, «Дом счастья», гостиница, центральная больница, парк, спортивный и оздоровительный комплексы.